# Alte Pumpstation
Die Alte Pumpstation war Teil der Abwasserentsorgung der Stadt Hanau, wird heute durch eine soziale Einrichtung genutzt und ist ein Baudenkmal.

## Geografische Lage
Die Alte Pumpstation liegt erhöht nördlich der Philippsruher Allee und des Mains, unweit der Einmündung der Kinzig in den Main und der Grenze zur Kernstadt Hanau auf der Gemarkung von Kesselstadt.

## Geschichte
Die Alte Pumpstation gehört zu den Anlagen der zwischen 1890 und 1912 errichteten ersten Abwasserkanalisation der Stadt Hanau und ist unmittelbarer Ausfluss der Eingemeindung des Dorfes Kesselstadt nach Hanau 1907. 1910 soll sie in Betrieb gegangen sein. Die Pumpstation diente auch dem Betrieb des Dükers unter der Kinzig. Hier wurde Abwasser aufbereitet und Klärschlamm abgefahren.
Um 1990 oder schon Mitte der 1960er Jahre wurde die Alte Pumpstation für den Betrieb der städtischen Abwasserwirtschaft aufgegeben. Da nun nicht mehr oder nur noch unterwertig genutzt, verfiel das Gebäude zunehmend.
2016 wurde das Gebäude an einen privaten Investor verkauft, der es für die weitere Nutzung innerhalb von nur 14 Monaten saniert hat. 2018 eröffnet, wurde die Alte Pumpstation für eine Einrichtung der Kurz-, Langzeit- und Intensivpflege sowie für die stationäre Aufnahme von Kindern und Jugendlichen „mit herausforderndem Verhalten“ umgebaut, die unter der Bezeichnung Schwanennest II betrieben wird. Dafür wurde das weitläufige und inzwischen in Teilen baufällige Gebäude saniert, wieder einer Nutzung zugeführt und um einen Neubau ergänzt. Betreiber ist das Behinderten-Werk Main-Kinzig (BWMK).

## Aktuelle Nutzung
Die historische Maschinenhalle wird als Bewegungs-, Turn- oder Veranstaltungshalle genutzt. Es ist ein Multifunktionsgebäude entstanden, das den Kindern und Jugendlichen des Schwanennests II zur Verfügung steht, aber auch an Vereine und Privatpersonen vermietet wird. 24 Betreuungsplätze stehen zur Verfügung. Die Einrichtung soll Familien mit gehandicapten Kindern entlasten, indem sie diese – etwa während eines Urlaubs der Familie – betreut. Die Einrichtung selbst ist in dem angrenzenden Neubau untergebracht.

## Historisches Gebäude
Das Gebäude wurde in zeitgenössischen Formen der Reformarchitektur der Zeit unmittelbar vor dem Ersten Weltkrieg errichtet. Es gab hier einen etwa acht Meter hohen, tonnengewölbten Raum, in dem sich das Klärbecken befand. Hier wurde der Klärschlamm herausgefiltert, abgeschöpft und herausgenommen. Weiter gab es eine über hohe Thermenfenster belichtete Maschinenhalle, in der vor allem die Elektromotoren standen, die die Pumpen betrieben. Weiter befanden sich in einem Anbau die Betriebsleiterwohnung.
Das historische Gebäude ist ein Kulturdenkmal aus geschichtlichen, künstlerischen, städtebaulichen und technischen Gründen aufgrund des Hessischen Denkmalschutzgesetzes.